# Mattig
Die Mattig, im Oberlauf bis zum Obertrumer See als Mattigbach bezeichnet, ist ein rund 55 km langer Fluss in Salzburg und Oberösterreich, der einen Teil des westlichen Innviertels und des Salzburger Seengebietes zum Inn entwässert.

## Verlauf
Die Mattig entspringt nördlich der Stadt Salzburg in der Ortschaft Ursprung im Gemeindegebiet von Elixhausen im Salzburger Seengebiet. Das Quellgebiet ist das Ursprunger Moor. Rund 8 km nach der Quelle durchfließt sie den Obertrumer See und den Grabensee und gelangt dabei nach Oberösterreich. Sie fließt durch das Mattigtal Richtung Norden und passiert die Stadt Mattighofen, der sie den Namen gegeben hat. Etwas flussabwärts von Braunau mündet sie in den Inn. Ihre Länge beträgt insgesamt 55,3 km, vom Ausfluss aus dem Grabensee bis zur Mündung 44 km.
Im Mattigtal spaltet sich die Mattig immer wieder in mehrere Arme, darunter auch künstlich angelegte Mühlgräben oder Be- und Entwässerungsgräben, auf.
Längster Nebenfluss der Mattig ist der Schwemmbach (Scheiterbach). Er entspringt im Kobernaußerwald und mündet bei Uttendorf in die Mattig. Dabei entwässert er mit 221,7 km² ein größeres Einzugsgebiet als die Mattig mit 152,5 km². Weitere bedeutende Zubringer sind der Reiter Bach bei Mundenham (Gemeinde Palting) von links, der Mühlberger Bach bei Hochhalting (Gemeinde Jeging) von rechts, der Kühbach bei Mattighofen von rechts, der Florianer Brunnbach bei Geretsdorf (Gemeinde Burgkirchen) von rechts sowie der Fußgraben bei Meinharting (Gemeinde St. Peter am Hart) von links.
Das Gefälle der Mattig beträgt auf den obersten 5 km nur 2,2 ‰, im Mittellauf 4,3 ‰. Auf den letzten 5 km weist sie mit 7,9 ‰ das größte Gefälle auf. Im Mittel beträgt es 4,4 ‰.

## Hydrologie
Das Einzugsgebiet der Mattig ist 448 km² groß, der höchste Punkt ist der Buchberg bei Mattsee mit 801 m ü. A.
Der mittlere Abfluss am Pegel Jahrsdorf, 1,9 km oberhalb der Mündung, beträgt 4,79 m³/s. Die Mattig weist ein winterpluviales Abflussregime auf, das aufgrund der Dämpfung durch die vorgelagerten Seen sehr ausgeglichen ist. Der mittlere Abfluss im wasserreichsten Monat März ist mit 6,07 m³/s nicht einmal doppelt so hoch wie im wasserärmsten Monat Oktober mit 3,75 m³/s.
Unter anderem bedingt durch die Ableitung zur Wiesenbewässerung kommt es zu einer starken Versickerung ins Grundwasser und die Abflussspende sinkt dementsprechend stark von 23,3 l/s·km² am Pegel Laimhausmühle (km 40,3) über 16,4 l/s·km² am Pegel Pfaffstätt (km 28,6) auf 10,7 l/s·km² am Pegel Jahrsdorf.
Die Wassertemperatur ist am Pegel Laimhausmühle ebenfalls durch die Seen beeinflusst, sie beträgt hier im Jahresmittel 11,7 °C und erreicht Höchstwerte bis fast 25 °C. Am untersten Pegel Jahrsdorf fällt das Jahresmittel hingegen auf 9,6 °C bei Maxima von 18 °C.

## Name
Die Mattig wird 796 erstmals urkundlich erwähnt („super fluvio Matucha“). Der Name wird auf das Keltische zurückgeführt und soll so viel wie „die Sanfte“ bedeuten. Andere Namensforscher sehen einen Zusammenhang mit der indogermanischen Wurzel *mad- für „nass sein/werden“. Nach der Mattig erhielt der Mattiggau (ab etwa dem 6. Jhdt.) im Herzogtum Bayern seinen Namen. Das Gebiet umfasste ungefähr das heutige südliche Innviertel.

## Ökologie
Im Ober- und Mittellauf ist die Mattig zu großen Teilen noch unreguliert und relativ naturbelassen mit begleitenden Ufergehölzen, vorwiegend aus Schwarzerlen und Eschen. Der Mündungsbereich in der Gemeinde Braunau wurde nach verheerenden Hochwasserschäden Ende des 19. Jahrhunderts reguliert. Die Mündung wurde verlegt und der Flusslauf auf sechs Kilometern Länge begradigt und kanalartig befestigt. Das Fließgewässerkontinuum ist durch mehrere Querbauten unterbrochen.

### Fauna
Die Mattig ist im Unterlauf bis etwa Mattighofen der Barbenregion zuzurechnen, oberhalb der Forellen- bzw. Äschenregion. Zu den hauptsächlich vorkommenden Fischarten gehören Barbe, Äsche, Bachforelle und Schneider. In der Mattig und im Schwemmbach ist auch der Fischotter heimisch.
In der Mattig finden sich Populationen des Edelkrebses, daneben verbreitet sich der eingeschleppte Signalkrebs, der die Krebspest überträgt. Unterhalb des Grabensees gibt es eines der wenigen Vorkommen der Gemeinen Flussmuschel in Oberösterreich.
Zu den bemerkenswerten Arten gehören außerdem die Kleine Zangenlibelle,  Steinfliegenarten der Tieflandflüsse, seltene Eintagsfliegenarten und seltene Hakenkäfer-Arten.

### Wassergüte
Die Mattig war früher durch Industriebetriebe u. a. mit Schwermetallen belastet. Wurde sie bis in die 1990er Jahre mit Gewässergüteklasse II-III eingestuft, weist sie heute auf oberösterreichischem Gebiet durchgehend Gewässergüteklasse II auf.

## Wirtschaftliche Nutzung
Der Schwemmbach und ab seiner Einmündung die Mattig wurden im 18. und 19. Jahrhundert intensiv zur Holztrift genutzt, wofür beide Gewässer entsprechend ausgebaut wurden. Bis 1888 wurden jährlich bis zu 10.000 Klafter (rund 68.000 m³) Holz aus dem Kobernaußerwald nach Braunau getriftet, von wo aus es inn- und donauabwärts insbesondere nach Wien transportiert wurde, um dort als Brennholz zu dienen.
Die Wasserkraftnutzung an der Mattig hat lange  Tradition. Von den über 30 ehemaligen Wasserkräften (Mühlen, Sägewerke, später Elektrizitätserzeugung) sind noch ca. 14 zur Stromerzeugung in Betrieb, wobei die Tendenz nun wieder steigend ist.